# Marga Marga (provins)
Provincia de Marga Marga är en provins i Chile.   Den ligger i regionen Región de Valparaíso, i den södra delen av landet, 80 km nordväst om huvudstaden Santiago de Chile. Antalet invånare är 325 207. Arean är 1 159 kvadratkilometer.
Terrängen i Provincia de Marga Marga är huvudsakligen kuperad, men österut är den bergig.
Provincia de Marga Marga delas in i:
- Quilpué
- Villa Alemana
- Limache
- Olmue

Runt Provincia de Marga Marga är det i huvudsak tätbebyggt. Runt Provincia de Marga Marga är det ganska tätbefolkat, med 199 invånare per kvadratkilometer.